# (32577) 2001 QC87
2001 QC87 (asteroide 32577) é um asteroide da cintura principal. Possui uma excentricidade de 0.12836080 e uma inclinação de 12.44400º.
Este asteroide foi descoberto no dia 17 de agosto de 2001 por NEAT em Palomar.